# Ilya Savekin
Ilya Savekin, né le 17 mai 2005 à Saint-Pétersbourg, est un coureur cycliste russe.

## Biographie
En 2022, Ilya Savekin court pour un club catalan qui accueille de nombreux russes. Actif sur route, il obtient trois victoires et diverses places d'honneur dans des épreuves régionales. Il remporte aussi de multiples courses en 2023, avec la Penya Ciclista Baix Ebre. Cette même année, il participe aux championnats du monde sur piste juniors, où il se classe septième de la poursuite individuelle et neuvième de la course à l'élimination . Il réalise ensuite ses débuts espoirs en 2024. Toujours présent sur des compétitions catalanes, il décroche de nouveaux succès chez les élites. Il finit par ailleurs quatrième du Trophée Guerrita, sixième du Circuito Guadiana ou encore neuvième de la Clásica Ciudad de Torredonjimeno, dans le calendrier de la Coupe d'Espagne amateurs. 
En 2025, il rejoint une équipe basée à Bembibre, dans la région de Castille-et-León. Il continue aussi de porter occasionnellement les couleurs de la Penya Ciclista Baix Ebre, en compagnie de plusieurs compatriotes. Dans les vélodromes, il termine sixième du championnat d'Europe de l'omnium, ou encore cinquième de la Coupe des Nations (dans la discipline de l'élimination). Sur route, il remporte deux manches de la Coupe du Portugal espoirs ainsi que la Medaglia d'Oro Frare De Nardi. Il s'impose également sur le Grand Prix Industrie del Marmo, inscrit au calendrier de l'UCI Europe Tour. 

## Palmarès sur route
| - 2022 - Tour de Gérone : - Classement général - 2e étape - 3e étape de la Volta Ciclista al Penedès - 2e du Mémorial Fidel Bagan - 2e de la Volta Ciclista al Penedès - 2023 - Cursa Social Terra de Garnatxes - Gran Premi Copa Primavera - Trofeu 15 d'Abril - 2e étape du Tour de Gérone - Gran Premi Ajuntament de Traiguera - Trofeu Enric Armengol - 2e du Trofeo Entrada de Toros y Caballos | - 2024 - Gran Premi del Préssec - Trofeu Sant Jaume dels Domenys - Trofeu Vila de Juneda - Volta al Montsiá - Clàssica La Tinença - 2e du Trofeu Carlos Ferrán - 3e de la Cursa Festes del Tura d'Olot - 3e du Grans Classiques - 2025 - 1re et 2e épreuves de la Taça de Portugal de Esperanças - Medaglia d'Oro Frare De Nardi - Grand Prix Industrie del Marmo |  |

## Palmarès sur piste

### Championnats d'Europe
| Édition / Épreuve             | Omnium |
| Anadia 2025 (moins de 23 ans) | Bronze |